# Elizabeth Warren
Elizabeth Ann Warren, nata Herring (Oklahoma City, 22 giugno 1949), è una giurista e politica statunitense, senatrice senior per lo stato del Massachusetts dal 2013. Warren è membro del Partito Democratico e si configura come una democratica progressista, vicina all'ala che vede come principali esponenti Bernie Sanders e Alexandria Ocasio-Cortez. Inoltre, Warren si è candidata alle elezioni primarie del Partito Democratico del 2020 e nelle primarie 2016 ha sostenuto il senatore Bernie Sanders.

## Biografia
È nata e cresciuta a Oklahoma City in una famiglia della classe media, con tre fratelli più grandi. Quando Elizabeth ha 12 anni il padre, Donald Jones Herring, ha problemi di cuore e deve lasciare il lavoro e fare il portiere di un condominio. Per aiutare finanziariamente la famiglia la madre, Pauline Reed, lavora in un grande magazzino. E anche lei, a 13 anni, lavora nel ristorante della zia.
Warren descriverà la sua famiglia come "vacillante al limite della classe media", dirà anche (ma nel 1986 sollevando qualche polemica) di essere una "American Indian", una nativa nord americana con una discendenza Cherokee. Frequenta la Northwest Classen High School, vince a 16 anni una borsa di studio per la George Washington University.. Aspira inizialmente a diventare insegnante ma lascia l'università nel 1968 per sposare Jim Warren, conosciuto ai tempi del liceo.
Lei e il marito si trasferiscono a Houston, dove lui è impiegato presso l'IBM. Elisabeth si iscrive all'Università di Houston laureandosi nel 1970 in patologia del linguaggio e audiologia. In seguito i Warren si trasferiscono nel New Jersey sempre per il lavoro di Jim. Lei prosegue gli studi di diritto presso la Rutgers School di Newark dove ottiene il dottorato nel 1976.

### Attività professionale
Insegna legge in diverse università prima di entrare nell'Università di Harvard nel 1992, dove insegna diritto commerciale, specializzandosi sui contratti e sulla bancarotta.
Dal novembre 2008 al luglio 2011, nel corso della crisi finanziaria degli Stati Uniti d'America, ha presieduto la commissione di supervisione economica istituita dal Congresso degli Stati Uniti d'America per disporre i programmi di stabilizzazione economica destinati al salvataggio del sistema bancario. Per questo ruolo viene soprannominata "la sceriffa di Wall Street".. Da settembre 2010 al luglio 2011 ha lavorato come Consigliere Speciale presso il Dipartimento del Tesoro sotto la prima amministrazione Obama.
Warren ha dato via alla creazione di una nuova authority federale che vigili sui prodotti finanziari per tutelare i consumatori dalle speculazioni delle banche. È inoltre autrice di diversi libri di carattere economico-finanziario che hanno riscosso un buon successo in America. Negli ultimi anni Warren è diventata una figura politica di livello nazionale, facendo frequenti apparizioni televisive e nei due documentari Inside Job di Charles Ferguson e Capitalism: A Love Story di Michael Moore.

### Attività politica
Inserita diverse volte nella lista delle 100 persone più influenti del mondo stilata annualmente dalla rivista statunitense Time, inizialmente Warren è una repubblicana (registrata dal 1991 al 1996), ha riconosciuto di avere votato repubblicano perché favorevole all'economia del laissez-faire ma ha anche detto di avere votato, nelle sei elezioni presidenziali prima del 1996, una sola volta per il candidato repubblicano, ossia Gerald Ford. Ha raccontato anche di avere iniziato a votare democratico nel 1995 perché, secondo lei, il Partito Repubblicano si era ormai schierato a favore delle grandi istituzioni finanziarie e contro le "famiglie statunitensi della classe media".
Nel settembre del 2011 Warren annuncia l'intenzione di candidarsi a fianco del Partito Democratico per le elezioni a senatore dello Stato del Massachusetts. Nelle elezioni del 6 novembre 2012 sconfigge il senatore in carica, il repubblicano Scott Brown, riportando in campo democratico il seggio che era stato a lungo detenuto da Ted Kennedy.
Durante le elezioni presidenziali del 2016 ha sostenuto nelle primarie democratiche il senatore Bernie Sanders, a lei vicino politicamente, e successivamente la candidatura di Hillary Clinton, vincitrice delle primarie. Per molto tempo si è pensato che potesse ricoprire il ruolo di candidata vicepresidente in un ticket con la Clinton, speculazione poi smentita ad agosto dalla scelta della Clinton di nominare proprio candidato vice il senatore dalla Virginia Tim Kaine.
La Warren ha sostenuto Hillary Clinton in molti comizi, grazie alla sua popolarità soprattutto con i giovani. La Warren si è molto spesso scontrata politicamente con l'allora candidato repubblicano Donald Trump, in particolare su Twitter (lo chiama "bullo razzista" e "ometto arraffasoldi insicuro"), dal quale è ripetutamente sbeffeggiata col nome Pocahontas per le sue origini pellirosse.
Dopo la sconfitta elettorale del novembre 2016, il nuovo leader della minoranza democratica al Senato, Chuck Schumer, nella conseguente riorganizzazione della dirigenza del Partito Democratico, ha incluso la senatrice Warren, assieme a Sanders, tra i dieci membri del leadership team. Il 6 gennaio 2017, in una mail ai sostenitori, Warren annuncia di volersi candidare per un secondo mandato come senatore degli Stati Uniti dal Massachusetts. Scrive nella mail: "Il popolo del Massachusetts non mi ha mandato a Washington per giocare mentre Donald Trump e la sua squadra di miliardari, bigotti e banchieri di Wall Street, schiacciano i lavoratori del Commonwealth e questo paese... Non è il momento di smettere". L'elezione del Senato in Massachusetts si è svolta il 6 novembre 2018. Warren ha sconfitto il suo avversario repubblicano, Geoff Diehl, con un margine del 60%-36%.

### Candidatura alle primarie democratiche 2020

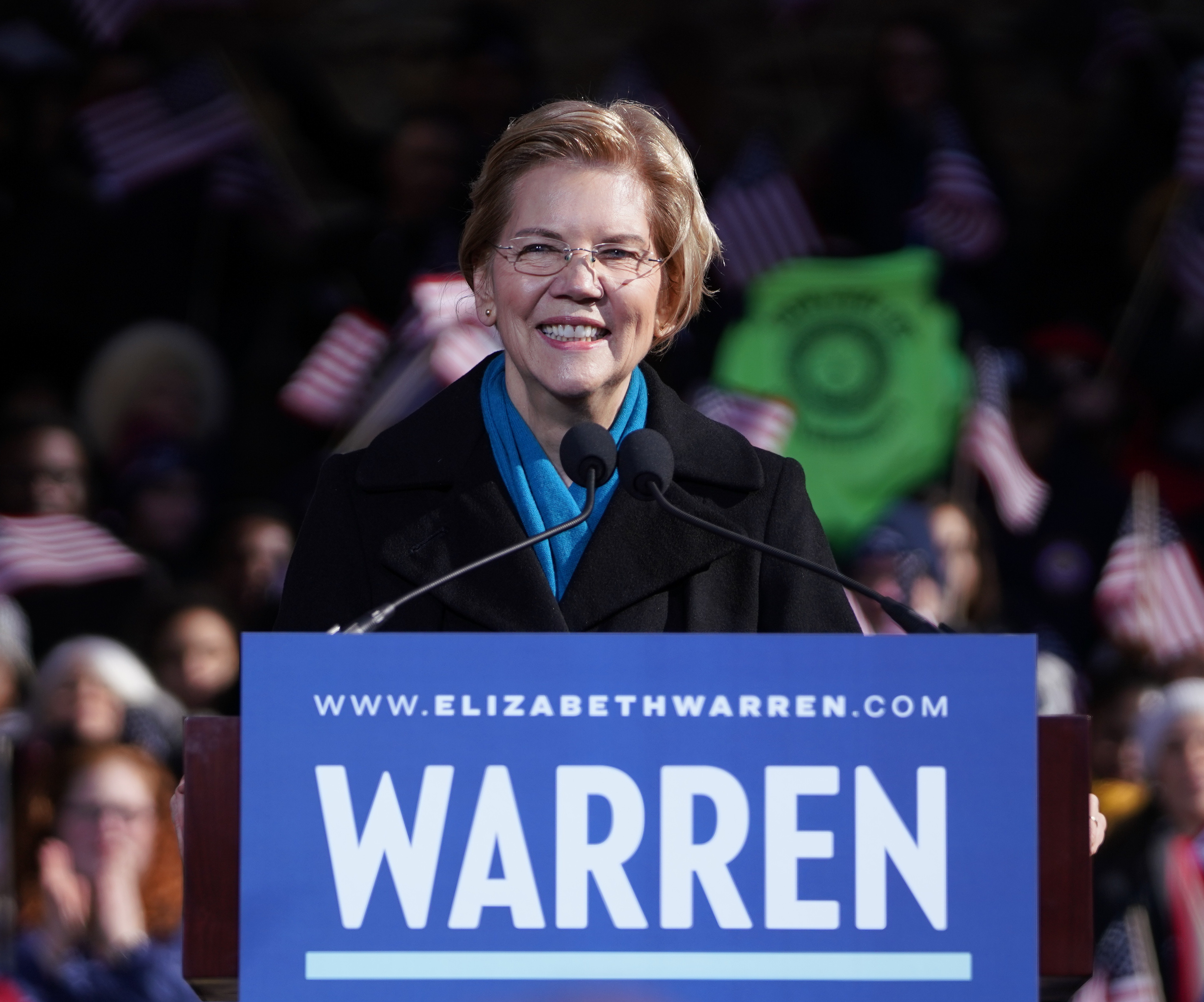
Warren mentre annuncia la sua candidatura a Lawrence (Massachusetts) nel febbraio 2019

Già alla vigilia di Capodanno del 2018 fa trapelare la sua intenzione di candidarsi alle primarie del Democratic Party con un video di 4 minuti girato in cucina per ricordare la sua infanzia in una famiglia operaia dell'Oklahoma ed in cui parla di un sistema sanitario universale, di tutela del clima, di un salario minimo più alto. Alla rivista Foreign Affairs parla di politica estera "per tutti", su Instagram Live appare con il marito, beve una birra, accarezza il cane. Il 9 febbraio 2019 Warren annuncia ufficialmente la sua candidatura alle primarie del Democratic Party per la presidenza degli USA durante un comizio a Lawrence, nel Massachusetts: una ex città industriale famosa per uno sciopero ("Bread and Roses Strike") nel 1912. La sua piattaforma elettorale - abbracciando onerose politiche economiche per i conti pubblici, dal campo dell'assistenza sanitaria a tassazioni più alte per i ricchi, per ridistribuzioni sociali dall'alto verso il basso - riflette lo spostamento a sinistra della leadership del partito durante la presidenza di Donald Trump.
Il 5 marzo 2020 ha ritirato la sua candidatura in seguito ai risultati non brillanti ottenuti nel Super Tuesday. È stata rieletta per un terzo mandato al Senato nel 2024 contro il candidato repubblicano John Deaton.

## Posizioni politiche
Da quando ha annunciato la sua candidatura alle elezioni presidenziali del 2020, Warren ha pubblicato diverse proposte politiche tra cui piani per assistere le aziende agricole familiari affrontando i vantaggi offerti dai grandi conglomerati agricoli, piani per ridurre il debito dei prestiti agli studenti e offrire lezioni gratuite nelle università pubbliche, un piano per fare in modo che le grandi società paghino di più in tasse. Ha introdotto un piano di "patriottismo economico" inteso a creare opportunità per i lavoratori statunitensi. Warren sostiene la rappresentanza dei lavoratori nel consiglio di amministrazione delle grandi aziende, la rottura dei monopoli, l'inasprimento delle pene per i crimini dei colletti bianchi, un piano "Medicare-for-all" in modo da fornire un'assicurazione sanitaria per tutti gli americani ed un salario minimo più elevato. Nel suo sito web, elenca più di 45 piani per argomenti tra cui l'assistenza sanitaria, l'assistenza all'infanzia universale, la fine della crisi degli oppiacei, l'energia pulita, i cambiamenti climatici, la politica estera, la riduzione dell'influenza delle lobby aziendali sul Pentagono e la fine di "strangolamento" da parte di Wall Street sull'economia statunitense.
Warren è stata molto critica nei confronti dell'amministrazione Trump. Ha espresso preoccupazione per i conflitti di interesse di Trump. Il "Presidential Conflicts of Interest Act", scritto da Warren, è stato letto per la prima volta al Senato nel gennaio 2017. Nel novembre 2018 Warren ha dichiarato che non avrebbe votato per l'accordo Trump tra Stati Uniti d'America, Messico e Canada (USMCA): "Non smetterà di esternalizzare, non aumenterà i salari e non creerà posti di lavoro. È NAFTA 2.0". Ha anche affermato di ritenere che USMCA renderebbe più difficile la riduzione dei prezzi dei farmaci perché consentirebbe alle società farmaceutiche di bloccare i prezzi praticati per molti farmaci. Warren è stata molto critica anche nei confronti delle politiche sull'immigrazione di Trump ed ha criticato il coinvolgimento degli Stati Uniti d'America nell'intervento a guida araba saudita in Yemen a sostegno del governo yemenita contro gli Houti.
Nel gennaio 2019, Warren ha criticato la decisione di Trump di ritirare le truppe statunitensi dalla Siria e dall'Afghanistan. Ha convenuto che le truppe statunitensi dovrebbero essere ritirate dalla Siria e dall'Afghanistan, ma ha affermato che tali ritiri avrebbero dovuto far parte di un piano "coordinato" deciso con gli alleati degli Stati Uniti. Nell'aprile 2019, dopo aver letto il rapporto Mueller, Warren ha invitato la Camera dei rappresentanti ad avviare una procedura di impeachment contro Trump, dicendo: "Il rapporto Mueller illustra i fatti che dimostrano che un governo straniero ostile ha attaccato le nostre elezioni del 2016 per aiutare Donald Trump e Donald Trump ha accolto con favore quell'aiuto. Una volta eletto, Donald Trump ha ostacolato le indagini su quell'attacco".
Secondo la rivista britannica New Statesman, Warren si colloca tra i "primi 20 progressisti statunitensi".

## Opere
- con Teresa A. Sullivan, Jay Westbrook, As We Forgive Our Debtors: Bankruptcy and Consumer Credit in America, Beard Books, 1999, ISBN 978-1-893122-15-4 (recensione)
- con Teresa A. Sullivan, Jay Westbrook, The Fragile Middle Class: Americans in Debt, Yale University Press, 2001, ISBN 978-0-300-09171-7
- con Amelia Warren Tyagi, The Two-Income Trap: Why Middle-Class Parents are Going Broke, Basic Books, 2004, ISBN 978-0-465-09090-7
- con Amelia Warren Tyagi, All Your Worth: The Ultimate Lifetime Money Plan, Simon and Schuster, 2006, ISBN 978-0-7432-6988-9
- con Lynn M. LoPucki, Daniel Keating, Ronald Mann, Norman Goldenberg, Casenote Legal Briefs: Commercial Law, Aspen Publishers, 2006, ISBN 978-0-7355-5827-4
- The Vanishing Middle Class. In: John Edwards, Marion Crain, Arne L. Kalleberg (Hrsg.), Ending Poverty in America: How to Restore the American Dream, The New Press, 2007, ISBN 978-1-59558-176-1
- con Lynn M. LoPucki, Chapter 11: Secured Credit: A Systems Approach, Wolters Kluwer Law & Business, 2008, ISBN 978-0-7355-7649-0
- Chapter 11: Reorganizing American Businesses. (= Essentials), Aspen Publishers, 2008, ISBN 978-0-7355-7654-4
- con Jay Lawrence Westbrook, The Law of Debtors and Creditors: Text, Cases, and Problems, Aspen Publishers, 2008, ISBN 978-0-7355-7626-1
- A Fighting Chance, Metropolitan Books, 2014, ISBN 978-1-62779-052-9 (autobiografia con audio, ISBN 978-1-4272-3916-7)
- This Fight is Our Fight. The Battle to Save America’s Middle Class, Macmillan, 2017, ISBN 978-1-4272-9187-5

## Vita privata
Si è sposata nel 1968 con Jim Warren, incontrato al liceo. Dal matrimonio sono nati due figli, Amelia e Alexander. Elisabeth e Jim hanno divorziato nel 1978. Due anni dopo si è sposata con Bruce H. Mann, un professore di giurisprudenza, ma ha deciso di mantenere il cognome del primo marito. Ha anche nipoti.